# Дев'ять небесних тіл

Мон «дев'яти небесних тіл».

Дев'ять небесних тіл або Дев'ять планет (кит.: 九曜, 九曜星, яп. くよう, куйо) — в давньоіндійській і східноазійській астрономії та астрології термін для позначення дев'яти небесних тіл: Сонця, Місяця, Меркурія, Венери, Марса, Юпітера, Сатурна, місячні вузли Рагу та Кету.

## Короткі відомості
Термін походить із праці індійського буддистського астролога «Сутри про сузір'я», що була перекладена китайською мовою. Використовувався даоськими і буддистськими астрологами. Сім небесних тіл є реальними, за винятком місячних вузлів Раху, що спричиняє затемнення сонця і місяця, та Кету, яка спричиняє метеорити та комети.
На основі уявлень про «дев'ять планет» в Японії було розроблено відповідний мон. Крім цього, дні тижня в Японії названі за іменами перших семи небесних тіл з дев'яти.

## Планети
- Сонце (日曜星, にちようしょう、にちようせい)
- Місяць (月曜星, げつようしょう、げつようせい)
- Марс (火曜星, かようしょう、かようせい)
- Меркурій (水曜星, すいようしょう、すいようせい)
- Юпітер (木曜星, もくようしょう、もくようせい)
- Венера (金曜星, きんようしょう、きんようせい)
- Сатурн (土曜星, どようしょう、どようせい)
- Кету (計都星, けいとしょう、けいとせい)
- Раху (羅睺星, らごうしょう、らごうせい)